# Phacorhabdotus sulciferus
Phacorhabdotus sulciferus is een mosselkreeftjessoort uit de familie van de Trachyleberididae. De wetenschappelijke naam van de soort is voor het eerst geldig gepubliceerd in 1886 door Brady als Cythere sulcifera.

## Synoniemen
- Buntonia sulcifera (Brady, 1886) Rosenfeld & Bein, 1978
- Cythere sulcifera Brady, 1886
- Phacorhabdotus sulcifera (Brady, 1886) Malz, 1987
- Quasibuntonia sulcifera (Brady, 1886) Benson & Sylvester-Bradley, 1971